# Азербайджанський манат
Манат (азерб. Manat, код: AZN) — офіційна валюта Азербайджану. Поділяється на 100 гяпіків (qəpik).
Азербайджанський манат двічі піддавався деномінації — в 1992-му і 2006-му роках. Сучасний манат складається з 6 видів монет і 7 видів банкнот.

## Історія
Азербайджанська Демократична Республіка та її спадкоємниця Азербайджанська Радянська Соціалістична Республіка випускали свою валюту в 1919—1923 роках. Вона називалася «манат» азербайджанською та «рубль» російською мовою. Написи на банкнотах друкувалися обома мовами. У 1923 манат був замінений на «закавказький рубль» що випускався в Закавказькій Соціалістичній Федеративній Радянській Республіці. У 1924 був введений карбованець СРСР який проіснував в обігу на території сучасного Азербайджану аж до 1992 року.
Манат незалежного Азербайджану був представлений 15 серпня 1992. Він замінив карбованець СРСР у співвідношенні 10 карбованців за 1 манат. З 2002 і до початку 2005 року, манат мав досить стабільний обмінний курс (варіювався в межах 4770–4990 манат за 1 долар США). Починаючи з весни 2005 він навіть зміцнився — до рівня в 4591 манат/долар, це відбувалося на фоні росту світових цін на нафту, яка займає значну частину в експорті країни. 1 січня 2006 року в Азербайджані була проведенна деномінація манату у 5 тис. разів. В обіг була випущена нова серія монет номіналами 1, 3, 5, 10, 20 і 50 гяпіків та банкнот в 1, 5, 10, 20, 50 та 100 манат. Дизайн банкнот був розроблений австрійським дизайнером Робертом Каліною, який також розробив дизайн банкнот євро. 
Пам'ятні та ювілейні монети випускаються Центральним банком Азербайджанської Республіки з дорогоцінних (золото — номіналами 1, 3, 5, 10, 20, 50 гяпіків і 50, 100, 500 і 1000 манат, срібло — номіналами 5 і 50 манат і платина — номіналом 500 манат) і недорогоцінних металів (мідно-нікелевий сплав — номіналом 1 манат). Перша монета, присвячена 500-річчю життя та творчості Мухаммеда Фізулі, була випущена в 1996 році.
Нові банкноти та монети маната стали мати схожі зовнішні риси з банкнотами та монетами євро, так наприклад монета в 10 гяпіків має ідентичний гурт з сімома вмятинами (т.з. «Іспанська квітка») як і монета в 20 євроцентів. Серія 2006 року є актуальною по сьогодні з деякими внесеними модифікаціями у 2009 році. 24 травня 2018 в обіг була додатково випущена банкнота номіналом 200 манат.
Після деномінації 2006 року манат продовжував мати досить міцний обмінний курс. Центральний Банк Азербайджанської Республіки утримував його на рівні приблизно 0,8 маната за 1 долар навіть в часи фінансової кризи 2008 року коли багато валют у світі були значною мірою знецінені. Так тривало до лютого 2015 коли він був спочатку опущений до рівня приблизно 1,05 а в грудні того ж року до 1,55 манат/долар. Після того азербайджанська валюта мала деякий час плаваючий режим валютного курсу який доходив до рівня 1,95 манат/долар а з початку 2017 року центробанк країни знову перейшов до фікованого курсу на рівні приблизно 1,7 манат за 1 долар США.

## Монети старого зразка (1992—1993)
Гурт у всіх монет гладкий.
5, 20 і 50 гяпіків 1992 з бронзи та нікелю не потрапляли  в обіг , та були розпродані в якості сувенірів

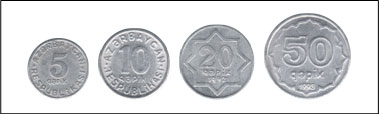
Розмір для порівняння

| Зображення | Номінал (гяпіків) | Матеріал | Діаметр (мм) | Товщина (мм) | Маса (г) | Рік карбування |
| ---------- | ----------------- | -------- | ------------ | ------------ | -------- | -------------- |
|            | 5                 | бронза   | 17           | 1,35         | 2,35     | 1992           |
|            | 5                 | алюміній | 16,5         | 1,5          | 0,85     | 1993           |
|            | 10                | алюміній | 19           | 1,6          | 0,98     | 1992           |
|            | 20                | бронза   | 19,5         | 1,45         | 3,2      | 1992           |
|            | 20                | алюміній | 20           | 1,5          | 1,12     | 1992           |
|            | 20                | алюміній | 20           | 1,5          | 1,12     | 1993           |
|            | 50                | нікель   | 23           | 1,5          | 5,1      | 1992           |
|            | 50                | алюміній | 23           | 1,6          | 1,51     | 1992           |
|            | 50                | алюміній | 23           | 1,6          | 1,51     | 1993           |

## Монети нового зразка (з 2006)

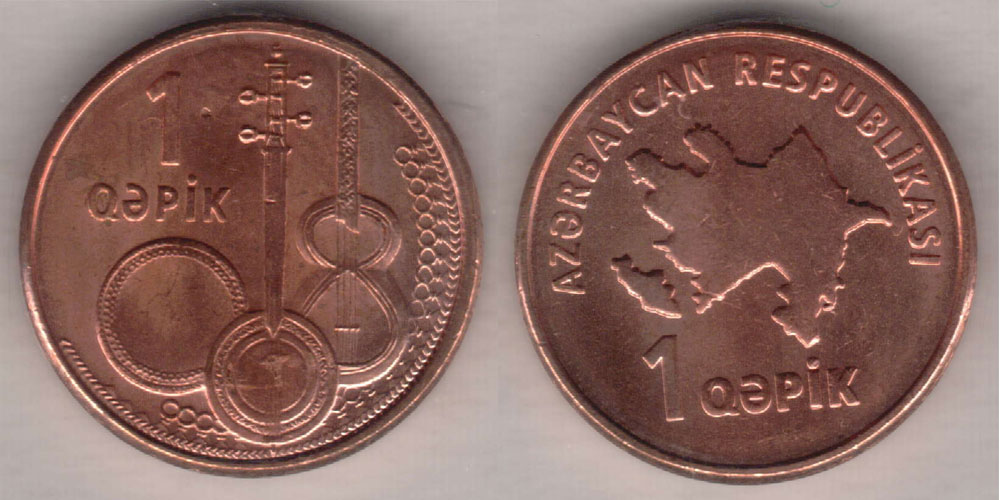
1 гяпік
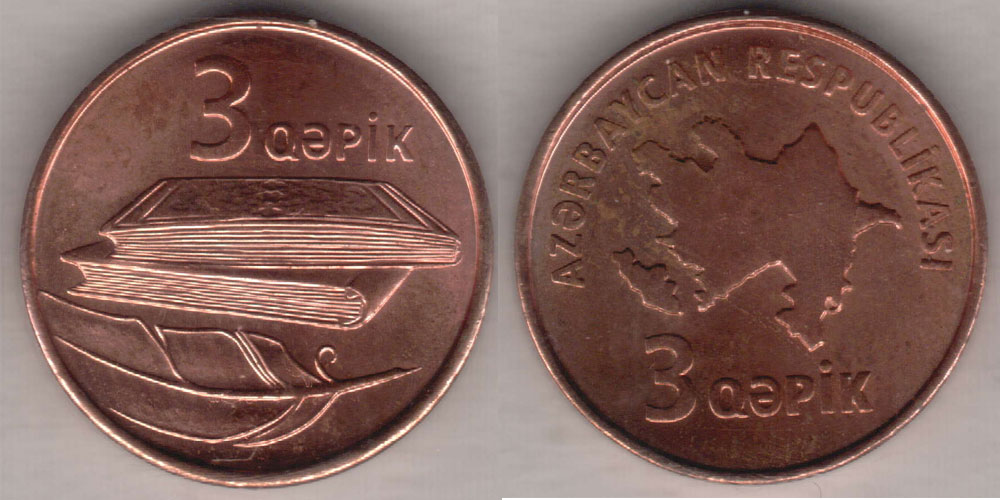
3 гяпіка
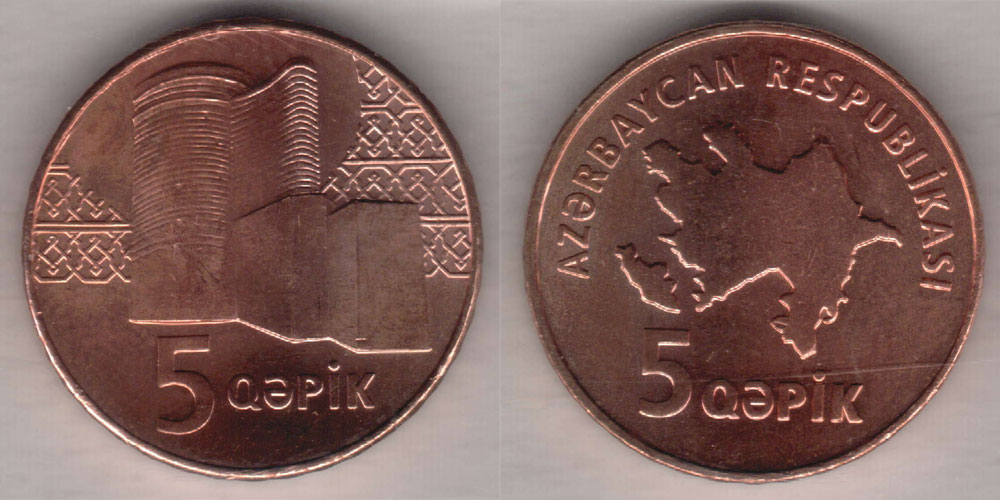
5 гяпіків
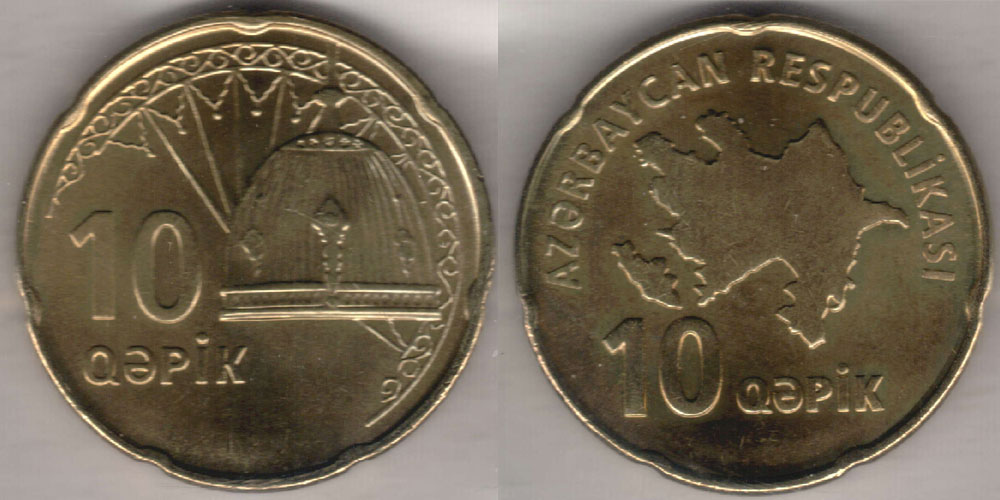
10 гяпіків
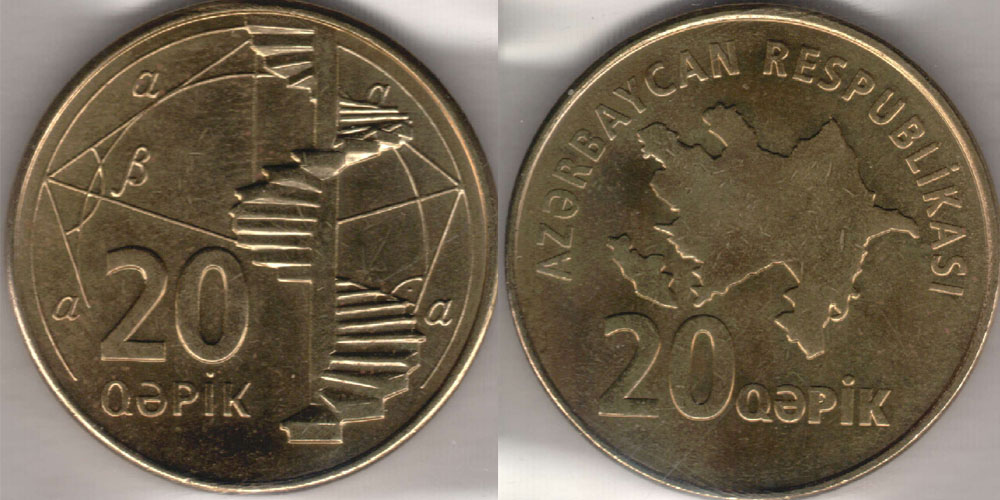
20 гяпіків
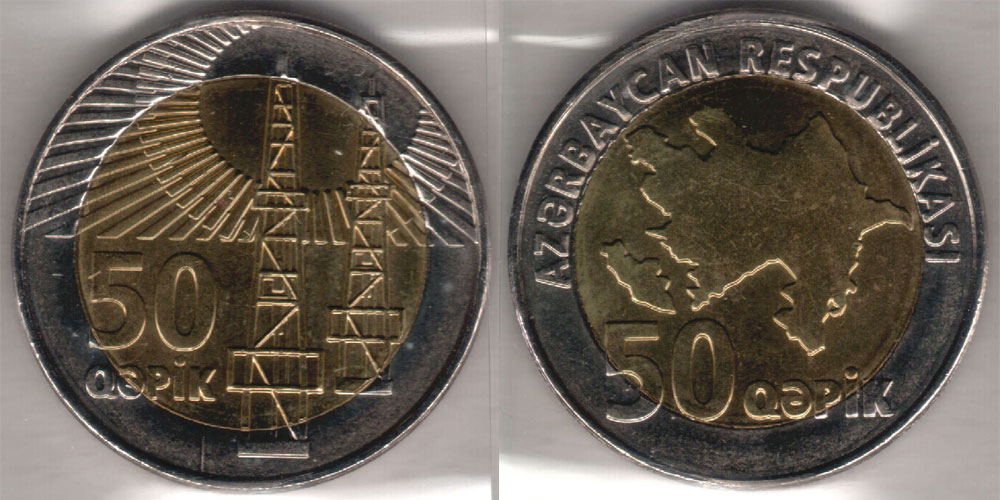
50 гяпіків

## Банкноти старого зразка (1992—2001)
Рік друку присутній лише на банкнотах у 1000 манатів зразку 2001 року, 10 і 50 тисяч манатів. На всіх інших рік не зазначено, втім у банкнот 1992—1993 років серія зазначена як X/N, тоді як у банкнот 1999 року — XX.
| Зображення                                 | Зображення | Номінал (манатів) | Розміри (мм) | Основні кольори              | Опис                           | Опис                                                                          | Роки друку |
| Аверс                                      | Реверс     | Номінал (манатів) | Розміри (мм) | Основні кольори              | Аверс                          | Реверс                                                                        | Роки друку |
| ------------------------------------------ | ---------- | ----------------- | ------------ | ---------------------------- | ------------------------------ | ----------------------------------------------------------------------------- | ---------- |
|                                            |            | 1                 | 125×63       | зелений рожевий              | Дівоча вежа                    | напис «AZƏRBAYCAN MİLLİ BANKI»                                                | 1992       |
|                                            |            | 1                 | 125×63       | синій жовтий                 | Дівоча вежа                    | напис «AZƏRBAYCAN MİLLİ BANKI» та зазначення номіналу «BİR manat»             | 1993       |
|                                            |            | 5                 | 125×63       | коричневий фіолетовий        | Дівоча вежа                    | напис «AZƏRBAYCAN MİLLİ BANKI» та зазначення номіналу «BEŞ manat»             | 1993       |
|                                            |            | 10                | 125×63       | коричневий фіолетовий        | Дівоча вежа                    | напис «AZƏRBAYCAN MİLLİ BANKI»                                                | 1992       |
|                                            |            | 10                | 125×63       | синій зелений                | Дівоча вежа                    | напис «AZƏRBAYCAN MİLLİ BANKI» та зазначення номіналу «ON manat»              | 1993       |
|                                            |            | 50                | 125×63       | червоний сірий               | Дівоча вежа                    | напис «AZƏRBAYCAN MİLLİ BANKI» та зазначення номиналі «ƏLLİ manat»            | 1993 1999  |
|                                            |            | 100               | 125×63       | червоний блакитний           | Дівоча вежа                    | напис «AZƏRBAYCAN MİLLİ BANKI» та зазначення номіналу «YÜZ manat»             | 1993 1999  |
|                                            |            | 250               | 125×63       | синій зелений                | Дівоча вежа                    | напис «AZƏRBAYCAN MİLLİ BANKI»                                                | 1992 1999  |
|                                            |            | 500               | 125×63       | коричневий блакитний жовтий  | портрет Нізамі Гянджеві        | напис «AZƏRBAYCAN MİLLİ BANKI» та зазначення номіналу «BEŞ YÜZ manat»         | 1993 1999  |
|                                            |            | 1000              | 125×63       | коричневий блакитний рожевий | портрет Мамеда Еміна Расулзаде | напис «AZƏRBAYCAN MİLLİ BANKI» та зазначення номіналу «min 1000 manat»        | 1993 1999  |
|                                            |            | 1000              | 125×63       | синій                        | види нафтовидобування          | напис «AZƏRBAYCAN MİLLİ BANKI» та зазначення номіналу «MİN 1000 manat»        | 2001       |
|                                            |            | 10 000            | 130×65       | коричневий                   | Палац Ширваншахів              | напис «AZƏRBAYCAN MİLLİ BANKI» та зазначення номіналу «ON MİN 10 000 manat»   | 1994       |
|                                            |            | 50 000            | 132×66       | зелений                      | Мавзолей Моміне хатун          | напис «AZƏRBAYCAN MİLLİ BANKI» та зазначення номіналу «ƏLLİ MİN 50 000 manat» | 1995       |
| Масштаб зображень 1,0 пікселя на міліметр. |            |                   |              |                              |                                |                                                                               |            |

## Банкноти нового зразка (з 2006) (2020)
| Серія 2006 року і Реконструкція 2020 року    | Серія 2006 року і Реконструкція 2020 року | Серія 2006 року і Реконструкція 2020 року | Серія 2006 року і Реконструкція 2020 року | Серія 2006 року і Реконструкція 2020 року | Серія 2006 року і Реконструкція 2020 року | Серія 2006 року і Реконструкція 2020 року                                                                            | Серія 2006 року і Реконструкція 2020 року |
| Зображення                                   | Зображення                                | Номінал (манатів)                         | Розміри (мм)                              | Основні кольори                           | Опис | Опис | Роки друку                                |
| Аверс                                        | Реверс                                    | Номінал (манатів)                         | Розміри (мм)                              | Основні кольори                           | Аверс | Реверс | Роки друку                                |
| -------------------------------------------- | ----------------------------------------- | ----------------------------------------- | ----------------------------------------- | ----------------------------------------- | --- | --- | ----------------------------------------- |
|                                              |                                           | ₼1                                        | 120×70                                    | сірий                                     | народні музичні инструменти на фоні національного килима                                                                                               | мапа Азербайджану на фоні шебеке                                                                                     | 2005                                      |
|                                              |                                           | ₼1                                        | 120×70                                    | сірий                                     | народні музичні инструменти на фоні національного килима                                                                                               | мапа Азербайджану на фоні шебеке                                                                                     | 2009 2017                                 |
|                                              |                                           | ₼1                                        | 120 x 70                                  |                                           | Тема: Культура Азербайджанські народні музичні інструменти (даф, каманче, тар)                                                                         | | 2020                                      |
|                                              |                                           | ₼5                                        | 127×70                                    | помаранчевий                              | Музей Азербайджанської літератури імені Нізамі Гянджеві, книжки Азербайджану, частина гімну Азербайджану та літери сучасного азербайджанского алфавіту | мапа Азербайджану на фоні наскельных малюнків у Гобустані, текст на давньотюркському рунічному письмі                | 2005                                      |
|                                              |                                           | ₼5                                        | 127×70                                    | помаранчевий                              | Музей Азербайджанської літератури імені Нізамі Гянджеві, книжки Азербайджану, частина гімну Азербайджану та літери сучасного азербайджанского алфавіту | мапа Азербайджану на фоні наскельных малюнків у Гобустані, текст на давньотюркському рунічному письмі                | 2009 2017                                 |
|                                              |                                           | ₼5                                        | 127 x 70                                  | помаранчевий                              | Тема: Письменництво та література Письменники, поети та книги з Азербайджану, з текстами пісень повного Azərbaycan marşı                               | | 2020                                      |
|                                              |                                           | ₼10                                       | 134×70                                    | блакитний                                 | старий Баку, Палац Ширваншахів и Дівочої Вежі на фоні давнього міста Ічері Шехер                                                                       | мапа Азербайджану на фоні національних орнаментів                                                                    | 2005                                      |
|                                              |                                           | ₼10                                       | 134×70                                    | блакитний                                 | старий Баку, Палац Ширваншахів и Дівочої Вежі на фоні давнього міста Ічері Шехер                                                                       | мапа Азербайджану на фоні національних орнаментів                                                                    | 2018                                      |
|                                              |                                           | ₼10                                       | 134 x 70                                  | блакитний                                 | Тема: Історія Старий Баку, Палац Ширваншахів і Дівоча вежа на тлі стіни Ічері-Шехер                                                                    | | 2022                                      |
|                                              |                                           | ₼20                                       | 141×70                                    | зелений                                   | меч, Шолом та щит, офрис кримська | мапа Азербайджану на фоні національних орнаментів, слово «Qarabağ» («Карабах»), написане кілька разів різним шрифтом | 2005                                      |
|                                              |                                           | ₼20                                       | 141 x 70                                  | зелений                                   | Тема: Карабах Знаки влади (меч, шолом і щит) | | 2022                                      |
|                                              |                                           | ₼50                                       | 148×70                                    | жовтий                                    | молодь, сходи, Сонце, а також хімічні та математичні знаки                                                                                             | мапа Азербайджану на фоні національних орнаментів                                                                    | 2005                                      |
|                                              |                                           | ₼50                                       | 148x70                                    | жовтий                                    | Тема: Історія та майбутнє Молодість, сходи (як символ прогресу), сонце (як символ сили і світла) і хіміко-математичні символи (як знаки науки)         | | 2020                                      |
|                                              |                                           | ₼100                                      | 155×70                                    | фіолетовий                                | частина Бакинської фортеці, будівля у європейському стилі XIX століття та сучасний Баку                                                                | мапа Азербайджану на фоні національних орнаментів                                                                    | 2005                                      |
|                                              |                                           | ₼100                                      | 155×70                                    | фіолетовий                                | частина Бакинської фортеці, будівля у європейському стилі XIX століття та сучасний Баку                                                                | мапа Азербайджану на фоні національних орнаментів                                                                    | 2013                                      |
|                                              |                                           | ₼200                                      | 160×70                                    | блакитний                                 | Центр Гейдара Алієва | мапа Азербайджану на фоні національних орнаментів                                                                    | 2018                                      |
|                                              |                                           | ₼500 (пам'ятний)                          | 165x70                                    | Коричневий, червоний, зелений і синій     | Theme: The 2020 Karabakh War Poppies, Khodaafarin stone bridges                                                                                        | Mausoleum of Molla Panah Vagif; Askeran fortress                                                                     | 2021                                      |
| Масштаб зображень — 1,0 пікселя на міліметр. |                                           |                                           |                                           |                                           | | |                                           |